# Smooth Criminal
〈Smooth Criminal〉은 미국의 가수 마이클 잭슨의 일곱 번째 스튜디오 음반 《Bad》 (1987년)에 수록된 곡이다. 이 곡은 잭슨이 작사, 작곡하고 잭슨과 퀸시 존스가 프러듀싱했다. 이 음반은 1988년 11월 14일에 음반의 7번째 싱글로 발표되었다. 이 곡은 "원활한 범죄자(smooth criminal)"에게 자신의 아파트에서 공격을 당한 한 여성에 대한 가사를 다루고 있다. "Annie, are you OK?"라는 후렴구는 심폐소생술 훈련에 사용되는 더미인 리서시 앤에서 영감을 받았다.
〈Smooth Criminal〉은 빌보드 핫 100에서 7위로 정점을 찍으며 《Bad》의 6번째 톱 10 싱글이 되었다. 그것은 또한 빌보드 핫 블랙 싱글 차트에서 2위로 정점을 찍었다. 미국 음반 산업 협회로부터 플래티넘 2배 인증을 받았다. 이 노래는 벨기에, 아이슬란드, 네덜란드, 스페인에서 1위에 올랐다. 비록 〈Smooth Criminal〉이 빌보드 핫 100 차트 1위에 오른 싱글곡은 아니었지만, 회고적인 리뷰들은 그것을 《Bad》에서 최고의 곡들 중의 하나이자 잭슨의 전 생애 최고의 곡들 중 하나라고 환영했다. 그것은 수많은 히트 음반에 나왔고 잭슨의 모든 솔로 투어에서 공연되었다.
〈Smooth Criminal〉의 뮤직 비디오는 1988년 10월 13일 MTV에서 초연되었다. 이 비디오는 1988년 영화 《문워커》의 중심 작품이다. 1930년대는 배경 설정에 영향을 미쳤고 잭슨의 하얀 정장과 중절모는 프레드 아스테어 뮤지컬 코미디 영화 《밴드 왜곤》을 추모한다. 영상에서 잭슨과 댄서들은 물리적으로 불가능해 보이는 "반중력 춤(anti-gravity lean)"을 공연한다.
〈Smooth Criminal〉은 잭슨의 《Visionary: The Video Singles》 박스 세트의 일부로 2006년에 싱글로 재발매되었다. 《롤링 스톤》은 이 곡을 "R&B의 리듬과 록의 세련미를 가장 잘 조화시켰으며, 어둡고 더 단단한 소재로의 전환점"이라고 쓰면서 50대 최고 마이클 잭슨 곡 목록에서 6위를 차지했다.

## 구성
〈Smooth Criminal〉은 잭슨의 2012년 재발행 《Bad 25》에 발표된 이전 곡인 〈Al Capone〉에서 발전했다. 그것은 A 단조의 음조이고, 잭슨의 목소리는 G3에서 C6까지 이어진다. 그 가사는 피로 얼룩진 카펫과 무의식적인 시체를 발견한 내레이터를 묘사한다. 후렴구인 "Annie, are you OK?"는 심폐소생술 훈련에 사용되는 더미인 리서시 앤에서 영감을 얻었다. 연습생들은 더미 위에서 소생술을 연습하면서 "Annie, are you OK?"라고 말하는 것을 배운다.

## 발매
〈Smooth Criminal〉은 빌보드 핫 100에서 7위로 정점을 찍으며 《Bad》의 6번째 톱 10 싱글이 되었다. 미국 음반 산업 협회가 플래티넘 2배, 영국 축음기 협회가 플래티넘 2배 인증을 받았다. 이 곡은 벨기에, 아이슬란드, 네덜란드, 스페인에서 1위를 차지했고 덴마크, 프랑스, 독일, 아일랜드, 이탈리아, 스위스, 영국에서 10위 안에 들었다.

## 곡 목록
| 7인치 싱글 1. "Smooth Criminal" (single mix) – 4:10 2. "Smooth Criminal" (instrumental) – 4:10 12인치 맥시 및 CD 맥시 1. "Smooth Criminal" (extended dance mix) – 7:46 2. "Smooth Criminal" (extended dance mix radio edit) – 5:20 3. "Smooth Criminal" ("Annie" mix) – 5:35 4. "Smooth Criminal" (dance mix – dub version) – 4:45 5. "Smooth Criminal" (a cappella) – 4:12 카세트 싱글 //2 트랙// 1. "Smooth Criminal" 2. "Smooth Criminal" (Instrumental) Visionary 싱글 CD 사이드 1. "Smooth Criminal" – 4:10 2. "Smooth Criminal" (extended dance mix) – 7:45 DVD 사이드 1. "Smooth Criminal" (music video (short version)) — 4:11 2. "Smooth Criminal" (music video) — 9:27 | 3인치 CD 싱글 1. "Smooth Criminal" (extended dance mix) – 7:46 2. "Smooth Criminal" ("Annie" mix) – 5:35 3. "Smooth Criminal" (dance mix – dub version) – 4:45 CD 프로모 1. "Smooth Criminal" (single mix) – 4:12 2. "Smooth Criminal" (extended dance mix) (different from other releases)– 7:46 3. "Smooth Criminal" (extended dance mix radio edit) (different from other releases)– 5:20 4. "Smooth Criminal" ("Annie" mix) (different from other releases) – 5:35 5. "Smooth Criminal" (dance mix – dub version) – 4:45 6. "Smooth Criminal" (a cappella) – 4:12 3인치 CD 일본판 싱글 //2 트랙// 1. Smooth Criminal 2. Smooth Criminal (Instrumental) |

## 인증
| 국가                                                            | 인증        | 판매량/출하량 |
| --------------------------------------------------------------- | ----------- | ------------- |
| 덴마크 (IFPI Danmark)                                           | 골드        | 45,000        |
| 프랑스 (SNEP)                                                   | 실버        | 200,000*      |
| 이탈리아 (FIMI)                                                 | 골드        | 25,000        |
| 영국 (BPI)                                                      | 플래티넘    | 614,000       |
| 미국 (RIAA)                                                     | 2× 플래티넘 | 2,000,000     |
| *판매량을 기반으로 한 인증 · 판매량+스트리밍을 기반으로 한 인증 |             |               |